# TOKYO X
TOKYO X（トウキョウ エックス）とは、日本のブランド豚「トウキョウX」の食肉としての販売名である。
日本のブランド豚の銘柄は250種類以上あるが、遺伝子を固定し、新しい合成種の系統として日本種豚登録協会に認定されたものは、トウキョウXが初である。なお、品種・系統名としては「トウキョウX」、食肉としての販売名は「TOKYO X」として登録されている。

## 概要
品種的には、バークシャー種、デュロック種、北京黒豚の三元交配種から産み出された。1990年4月に東京都畜産試験場で品種改良試験を開始し、1997年7月17日に合成種の系統豚として日本種豚登録協会（現日本養豚協会）に認定された。

### 肉の特徴
ロースに微細な脂肪組織（サシ）が入っている。脂肪のうま味が特徴として挙げられ、焼き料理、炒め料理、しゃぶしゃぶなどに適している。反面、背脂肪が厚く精肉の歩留まりが悪い、脂肪の融点が低く加工し難いといった欠点があり、加工業者からは敬遠されている。
日本調理科学会で2005年に発表された研究報告に依れば、トウキョウX、LWD種、バークシャー種の3品による官能検査では、8項目の官能特性の内、「かたさ」、「ジューシー感」に有意差が見られ、トウキョウXはLWD種よりも1%有意で軟らかく、5%有意で「豚の臭み、獣臭」が弱いと評価されている。
東京都農林総合研究センターで2014年に発表された研究報告でも、トウキョウXとバークシャー種のロースで官能評価試験を行っており、「やわらかさ」「旨味・コク」「噛みごごち」「香り・風味」の4項目と総合評価で有意に上回る結果が出ている。

## 生産形態
飼育は多摩地区や委託された他県（宮城県・茨城県・群馬県・山梨県）の農家で行われている。世田谷区にも生産者が1軒あったが、トウキョウXの飼育を辞め、一般的な豚の品種に切り替えた。以下の4点のコンセプトが設けられている。これらは頭文字を取り東京SaBAQ（トウキョウサバク）と呼ばれる。
安全性 (Safety)
指定飼料期間は抗生物質の添加や予防的な投薬を行わず、防疫に関しては子豚の頃にワクチンを使用する。
生命力学 (Biotics)
指定飼料にはポストハーベスト農薬を用いず、遺伝子組み換えを行っていない植物性飼料（トウモロコシや大豆粕など）を用いる。また、動物性飼料は与えない。
動物福祉 (Animal welfare)
TOKYO Xの販促サイトでは「豚にストレスを与えないように十分なスペースと開放的な施設で飼育する」と謳われているが、実際は繁殖用のメス豚を管理するため、妊娠期間中には妊娠ストールが、分娩後には分娩ストールが使用され子豚の圧死防止策として使用飼育しています。
品質 (Quality)
生産現場へ渡される「TOKYO X 生産マニュアル」が策定され、理想としての出荷日齢や体重などが明確に示されている。

## 販売形態

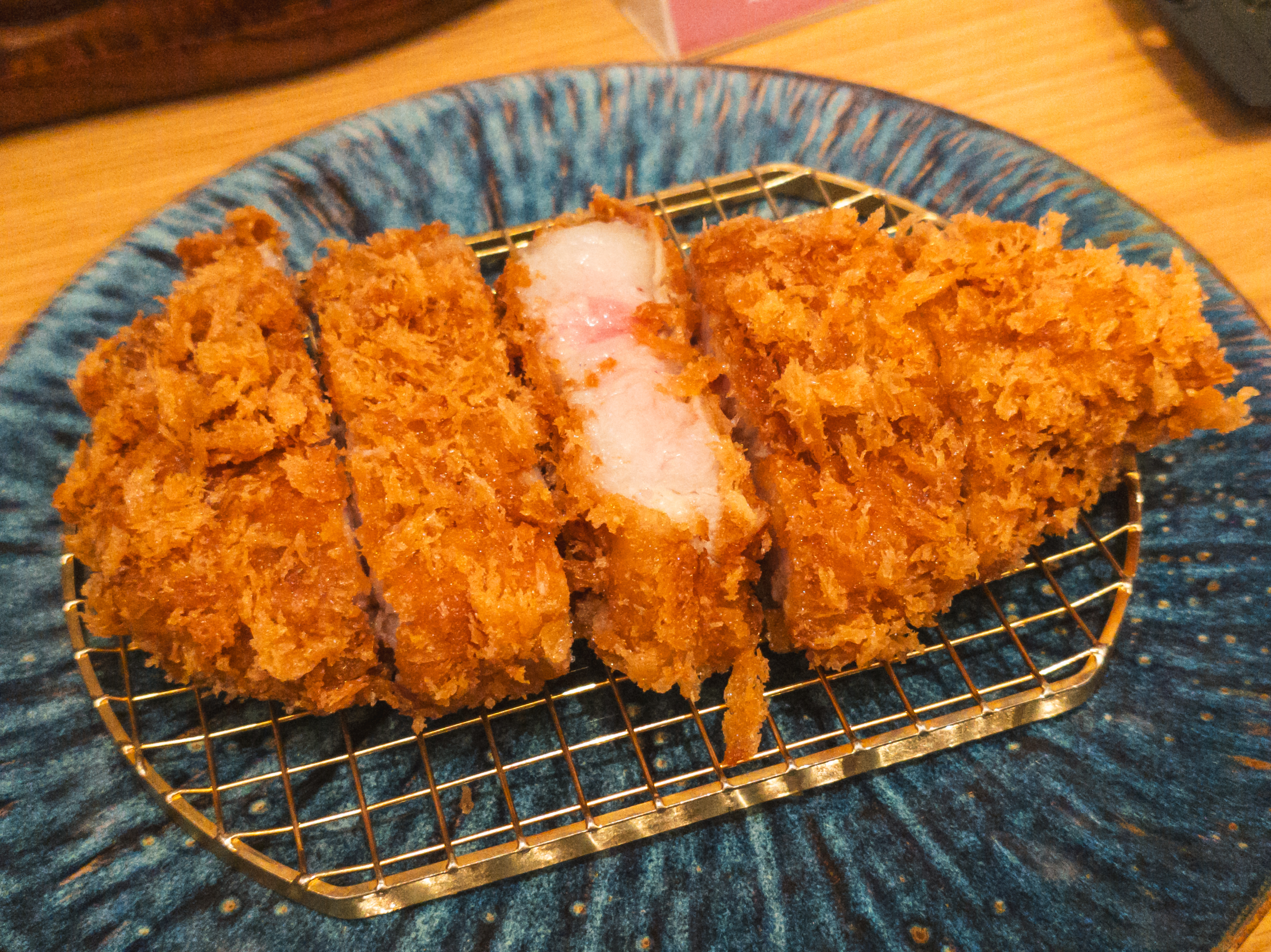
TOKYO Xのトンカツ（とんかつX,東京都msb Tamachi）

1986年に東京都がランドレース種系統豚「エド」を開発し、「エドポーク」として普及させようとしたが、この試みは流通面の統制が上手くいかずに失敗し、銘柄としての「エドポーク」も残っていない。
この事例を踏まえて、TOKYO Xでは生産協議会であるTOKYO X 生産組合と流通協議会であるTOKYO X-Associationの2業態の協議会を持つようにしている。

## 関連
- 兵頭勲 - トウキョウX研究開発当時の東京都畜産試験場長。後にトウキョウXの研究論文で農学博士号（畜産学）を取得。